# 滇缅荛花
滇缅荛花（学名：Wikstroemia floribunda）是瑞香科荛花属的一种灌木，分布于缅甸和中国云南地区。

## 特征描述
滇缅荛花可达1米高。小枝呈灰褐色，当年生枝条为黄绿色或淡黄褐色，密被柔毛。叶膜质，互生，呈披针形或椭圆形，先端急尖，基部楔形；侧脉6-9对，不甚明显；叶面呈深绿色，叶背呈粉绿色，两面被长柔毛，叶背尤其密集。
总状花序顶生，有15-25朵花，花细长，呈奶白色或淡黄白色，花萼外面密被白色柔毛，内部筒喉处呈橙黄色，顶端4裂，裂片先端钝。果实纺锤形，长5-8毫米，密被长柔毛。果期为2-4月。